# Gabriela Guerreiro
Ana Gabriela Guerreiro Viola da Silveira, mais conhecida como Gabriela Guerreiro, é uma jornalista brasileira. Trabalhou no jornal Folha de S.Paulo na área de Jornalismo Político e também teve experiências na Agência Brasil e na CBN, além de ter sido editora executiva do JOTA.

## Formação acadêmica
Se graduou entre 1995 e 1999 no Centro de Ensino Unificado de Brasília (UniCeub), e logo após, entre 1999 e 2002, concluiu o mestrado em Estudos de Jornalismo na Universidade de Brasília (UnB). Desde 2018, está fazendo o doutorado em Jornalismo e Sociedade da Universidade de Brasília e da Université Libre de Bruxelles.
Também foi professora de jornalismo no Centro Universitário de Brasília (UniCeub) entre 2003 e 2006, no Instituto de Educação Superior de Brasília (IESB) entre 2008 e 2010, também professora visitante na Universidade de Brasília em 2019.

## Carreira profissional
Trabalhou na Agência Brasil, na extinta Radiobrás (atual Empresa Brasil de Comunicação) por seis anos, entre 1998 a 2005, e por um ano na rádio CBN, em 2006.
Ficou por mais tempo na Folha de S.Paulo, principalmente em suas plataformas Folha Online e Folhapress. Ficou lá entre 2006 e 2016, sendo principalmente setorista no Senado Federal. Enquanto repórter da Folha, ganhou o prêmio de Melhor Repórter de site de notícias na quinta edição do Troféu Mulher Imprensa, em 2009 com 36,91% dos votos.
Entre 2017 e 2019 foi editora executiva do JOTA, sendo responsável pelos produtos temáticos do portal de mídia independente voltado a notícias jurídicas.

## Prêmios
- 5º Troféu Mulher Imprensa (2009): Vencedora na categoria Repórter de Site de Notícias.